# 冨士谷英正
冨士谷 英正（ふじたに えいしょう、1947年（昭和22年）1月29日 - ）は、日本の政治家。近江八幡市議会議員（通算2期）。元近江八幡市長。元滋賀県議会議員（4期）。

## 経歴
- 1947年（昭和22年）1月29日 - 滋賀県蒲生郡金田村（現・近江八幡市）で生まれる。
- 1955年（昭和30年） - 浄土真宗佛光寺派の僧籍を得る。
- 1967年（昭和42年）
  - 3月 - 滋賀県立短期大学卒業。
  - 4月 - 大蔵省（現：財務省）入省。大蔵省印刷局に勤務。
- 1987年（昭和62年）
  - 3月 - 大蔵省を退官。
  - 4月30日 - 近江八幡市会議員に就任。
- 1991年（平成3年）3月29日 - 近江八幡市会議員を辞職。
- 1993年（平成5年） - 近隣景観形成協定地区連絡協議会長に就任。
- 1994年（平成6年）6月28日 - 滋賀県議会議員（自民党）に就任。
- 1996年（平成8年）12月19日 - 湖政会に移籍[2]。
- 2000年（平成12年）3月22日 - 滋賀県監査委員に就任[3]。
- 2001年（平成13年）5月2日 - 滋賀県監査委員を辞任。
- 2003年（平成15年）
  - 5月13日 - 滋賀県議会 議会運営委員会委員長に就任。
  - 9月19日 - 滋賀県議会 議会運営委員会委員長を辞任。
- 2004年（平成16年）4月30日 - 滋賀県議会副議長に就任[4][5]。
- 2005年（平成17年）
  - 4月28日 - 滋賀県議会副議長を辞任。
  - 4月28日 - 滋賀県議会議長に就任[6][7]。
- 2006年（平成18年）
  - 4月26日 - 滋賀県議会議長を辞任。
  - 7月 - 執行された滋賀県知事選挙では、所属する自由民主党が推薦する國松善次ではなく、嘉田由紀子を支援。
  - 7月5日 - 知事選への対応を理由に、自由民主党・湖翔クラブから会派離脱勧告を受ける[8]。
  - 7月26日 - 自由民主党・湖翔クラブから除籍処分を受ける[9]。
  - 8月26日 - 自由民主党滋賀県連から党籍停止処分を受ける[10]。
  - 11月19日 - 4期12年勤めた滋賀県議会議員を辞職。
  - 11月26日 - 近江八幡市長に初当選[11][12]。
  - 12月13日 - 近江八幡市長に就任[13]。
- 2010年（平成22年）
  - 3月21日 - 近江八幡市が安土町と合併して新・近江八幡市が誕生し[14]、その市長職務執行者に就任[15]。
  - 4月26日 - 合併後の新・近江八幡市の初代市長に就任[16]。
- 2014年（平成26年）
  - 4月20日 - 近江八幡市長に再選[17]。
- 2018年（平成30年）- 近江八幡市長選挙に出馬するも日本共産党の支援を受けた小西理に敗れ落選[18]
- 2019年（平成31年）
  - 4月21日 ｰ 近江八幡市議会議員選挙でトップ当選
  - 9月6日 - 市議4人と市民ら計50人とともに、小西理市長が新市庁舎建設工事を中止したのは違法で市に損害を与えたなどとして、小西に約4億円の損害賠償を求める住民訴訟を大津地裁に起こした[19]。
- 2022年（令和4年） - 近江八幡市長選挙に立候補（これに伴い市議を自動失職）したが、小西に再び敗れ落選[20]。

## その他
生家は近江八幡市内の寺院であり、冨士谷自身も真宗佛光寺派の僧籍を持っている。